# Sommet de l'Entre-Deux
Le sommet de l'Entre-Deux est un sommet de montagne de l'île de La Réunion, un département et région d'outre-mer dans l'océan Indien. Situé le long du rempart montagneux du massif du Piton des Neiges appelé coteau Kerveguen, il culmine à 2 352 m d'altitude et constitue le tripoint où convergent les frontières entre les communes de Cilaos, Entre-Deux et Saint-Benoît.